# Henri Lamaison
Pour les articles homonymes, voir Lamaison.
Henri Lamaison, né le 3 juin 1918 à Dax (Landes) et mort le 6 avril 2000 dans le 16e arrondissement de Paris, est un polytechnicien français, officier d'artillerie, prisonnier de guerre auteur de trois tentatives d'évasion, président-directeur général de Esso S.A.F. de 1973 à 1979.

## Biographie

### Famille
Henri Lamaison est le fils de Léon Lamaison (1868-1924), représentant de commerce, président de la Chambre syndicale des voyageurs de commerce de Dax, et de sa seconde épouse, Madeleine Commarieu (1883-1925), institutrice. Décédés prématurément à Dax, à 56 ans et 41 ans, ils laissent quatre orphelins, Louise, 12 ans, Robert, 9 ans, Henri, 6 ans et Janine, à peine 1 ans. Robert, puis Henri, sont rapidement accueillis par leur demi-frère Pierre E. Lamaison (1896-1980), alors imprimeur à Bayonne, et son épouse, Marie Lartigau (1896-1977), couple sans enfant qui les adopte tous deux légalement en avril 1940.
Peu après son retour de captivité, H. Lamaison épouse en novembre 1945 Mathilde Walterspiler (1921-2023), fille d'un dirigeant de PME de l'industrie métallurgique. Ils ont quatre enfants. H. Lamaison est l'oncle de Pierre Lamaison, anthropologue.

### Formation
Après ses études secondaires au lycée de Bayonne, H. Lamaison obtient le baccalauréat Mathématiques en 1936, puis est admis au cours préparatoire à l’École Centrale du lycée de Bordeaux. N'ayant pas atteint son objectif d'intégration à  Polytechnique après une deuxième année de prépa à Bordeaux, il rejoint la classe de Mathématiques spéciales du Lycée Louis-le-Grand à Paris en octobre 1938. A l'issue des concours du printemps 1939 il est reçu à Polytechnique, à l’École des Mines et à l’École nationale supérieure d'aéronautique et opte pour Polytechnique.
Mais du fait de l'état de guerre, dix jours après avoir franchi la porte de l'école de la rue Descartes, il doit gagner l'École d'application de l'artillerie à Fontainebleau pour suivre une formation accélérée d'élève-officier organisée par l'état-major à l'intention de tous les élèves de la promotion 1939 (X39) âgés de plus de 20 ans.
Engagé dans le conflit en Alsace, près de la ligne Maginot dès la fin avril 1940, puis en captivité de juin 1940 à juin 1945, Henri Lamaison ne retrouve Polytechnique en octobre 1945 que pour une seule année de scolarité à l'issue de laquelle il démissionne de l'armée d'active pour intégrer l'École nationale supérieure du pétrole et des moteurs dans la section Physico-chimie-raffinage, option exploitation.

## 1940-1945: captivité en Allemagne

### La campagne de France
A la fin de sa période d'instruction de six mois à Fontainebleau, H. Lamaison est affecté sur sa demande au 14e régiment d'artillerie divisionnaire composé principalement de basques, béarnais et landais et où, bien que sous-lieutenant de très fraîche date, il sert en tant que commandant de sa batterie dont le lieutenant a dû être évacué. Le régiment, rattaché à la 35e division d'infanterie, stationnée au nord de Brumath en arrière de la ligne Maginot doit se porter vers l'ouest dès le 15 mai 1940 pour tenter de contenir l'avancée des troupes allemandes. Au cours d'intenses combats, la détermination d'Henri Lamaison à la tête de la 5e batterie du 14e RAD lui vaut une citation à l'ordre de la division et l'attribution de la Croix de guerre avec étoile d'argent. Cependant bousculée par l'offensive ennemie, la division se replie ensuite au sud de Sedan puis au sud-ouest de Nancy, où, encerclées, ses troupes doivent se rendre le 23 juin. H. Lamaison est capturé à Bainville-sur-Madon et rapidement emmené avec les autres officiers du régiment dans un Frontstalag des Ardennes.

### L'Oflag VI-A à Soest (Rhénanie-Westphalie)
Le camp de Soest, composé de bâtiments construits en 1938 pour héberger des unités d'infanterie de la Werhmacht, a été transformé en camp de prisonniers pour soldats et sous-officiers prisonniers (stalag) polonais en 1939, puis requalifié en camp pour officiers prisonniers (oflag) en mai 1940. Comme tous les officiers de son régiment, H. Lamaison est transféré à l'Oflag VI-A dès la fin juillet 1940.
En juillet 1941, Henri Lamaison fait parvenir à sa famille une photo, prise par les autorités du camp, du groupe des officiers français qui partagent le même dortoir. La plupart sont des officiers du 14e régiment d'artillerie divisionnaire, réunis autour du Cdt Palustran.
A la fin de l'hiver 1942, cinq camarades d'H. Lamaison lui proposent de se joindre à eux pour une évasion par un tunnel qui doit déboucher hors de l'enceinte en passant sous la baraque des colis.

« Le 13 mars [1942], le souterrain atteignait 65 mètres ; il en restait 5 à faire. Mais une sentinelle malencontreusement vigilante aperçut les travailleurs se faufilant sous la baraque. Elle donna discrètement l’alarme et Thibaudin avec Lamaison et un autre camarade fut cueilli dans son chantier. A peine sortis de prison les mêmes recommençaient un autre tunnel visant à atteindre la baraque des colis à partir des caves : 20 mètres environ, une équipe de douze. »

Ils sont donc cette fois nettement plus nombreux au départ de ce deuxième tunnel qui débouche derrière la baraque des colis et doit permettre une sortie par les jardins. Seul le premier de la file, bien que repéré, a pu s'évader. H. Lamaison en seconde position, face à l'agitation des sentinelles, décide de se réfugier dans la kommandantur où il est découvert et mis au cachot. Cette deuxième tentative le fait classer parmi les ennemis du Reich et transférer à Colditz.

### L'Oflag IV-C à Colditz (Saxe)
H. Lamaison arrive à Colditz le 25 juin 1942, dans la forteresse médiévale « dont on ne s'évade pas ». Il y retrouve un fort contingent d'officiers français tous motivés pour faire mentir une nouvelle fois cette affirmation allemande en suivant l'exemple du lieutenant Alain Le Ray, premier évadé le 11 avril 1941. Toutefois l'échec de la tentative du Grand tunnel français découvert le 16 janvier 1942 sur dénonciation d'une ordonnance complique les projets et limite les ardeurs. Mais l’évasion n’est pas le seul moyen de combattre l’ennemi lorsqu’on est son prisonnier. La collecte et la diffusion de l’information se révèlent être à Colditz des moyens extrêmement efficaces dans le combat moral contre l’Allemagne. H. Lamaison apporte à cette lutte une discrète contribution ainsi contée par un de ses camarades : « Henri Lamaison … a participé dans ce camp [Colditz] à l’installation derrière son lit d’un poste de radio clandestin fin 42 et s’est chargé, avec d’autres camarades, d’assurer l’écoute puis la diffusion des nouvelles de la B.B.C. aux autres nationalités (Anglais, Belges, Polonais, Tchèques, Hollandais) ».
Le grand ennui des longues journées de captivité, rythmées par les trois appels réglementaires est parfois rompu par des appels inopinés, quelques promenades dans le jardin du château, des conférences de niveau universitaire et des cérémonies religieuses comme la procession de la Fête-Dieu en juin 1943 dans la cour de la forteresse, s'avançant depuis la porte de la chapelle et dont le P. Yves Congar est le célébrant principal.
Le 6 juillet 1943, H. Lamaison tente de franchir la palissade du parc de Colditz, sans succès. Le 10 juillet 1943, tous les prisonniers de Colditz, sauf les officiers britanniques, sont transférés à Lübeck.

### L'Oflag X-C à Lübeck (Schleswig-Holstein)
L'Oflag X-C à Lübeck constitué d'une vingtaine de grandes baraques d'un seul niveau posées sur un vaste espace bénéficie d'une situation aérée et ensoleillée mais présente l'inconvénient d'être bâti sur un sol sablonneux, nécessitant un lourd étayage pour consolider les tunnels d'évasion. Quelques impatients tentent donc un passage en surface au travers des barbelés : 

« [En décembre 1943], Bernard Brunet et Lamaison qui voulaient exécuter le coup s’habillaient avant l’appel de 16 heures et se tenaient prêts à partir. Avec du Gardin et Guiges qui dirigeaient le scénario éventuel du départ, ils jugeaient si les circonstances étaient favorables ou non … Le vingtième soir où Brunet et Lamaison s’étaient habillés et préparés à partir, tout était propice. Brunet longeant la main courante à quelque distance des barbelés se jette à plat ventre, atteint le réseau et coupe le premier panneau ; du Gardin déclenche la diversion, mais celle-ci trop bruyante alerte le posten [sentinelle] du grand mirador qui crie et arme son fusil. Du Gardin rappelle Brunet qui, très calme revient avec sa cisaille. Il fallait aveugler au plus vite la brèche faite. Le lendemain matin au cours d’une séance d’entraînement de football, le ballon était envoyé au bon endroit et tandis qu’on faisait et obtenait les signaux réglementaires pour avoir la permission de le rechercher, Lamaison rendait aux barbelés leur allure normale. »

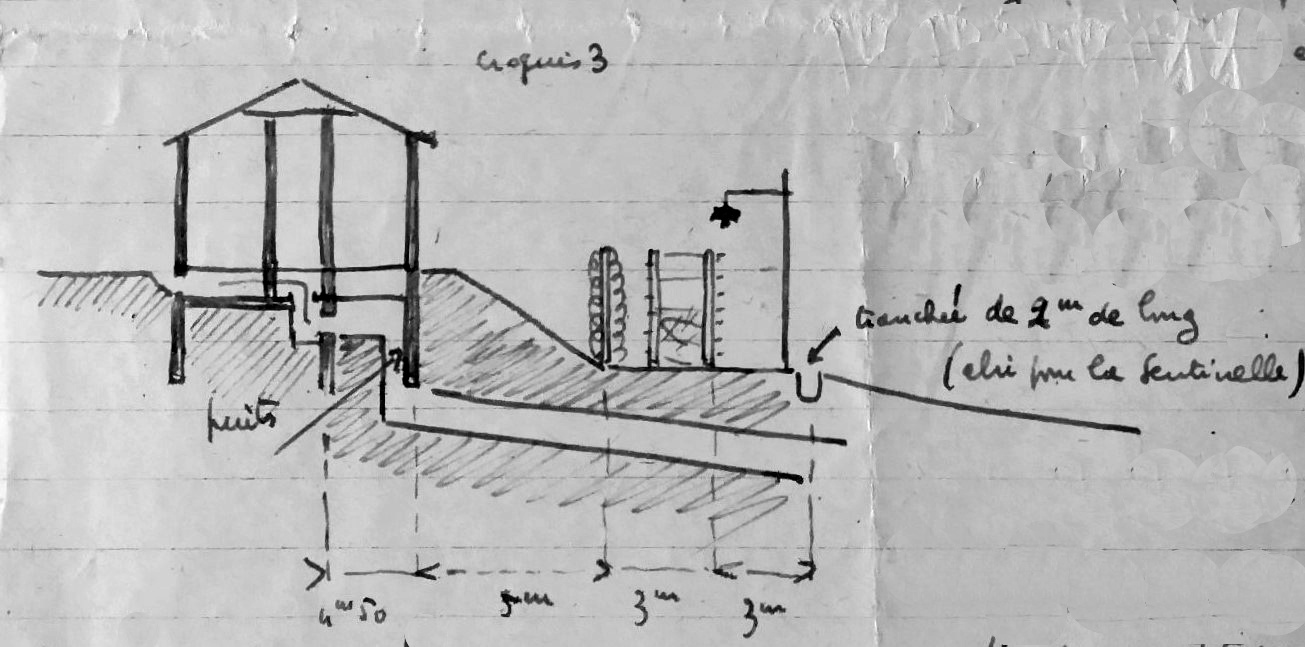
Schéma du tunnel de l'infirmerie

Brunet retente seul l'opération le 3 février 1944, se fait capturer et disparaît, tandis que Lamaison réintègre l'équipe dite du Tunnel de l'infirmerie à laquelle il s'était joint au début des opérations fin 1943, pour travailler en première ligne, comme le rapporte Yves Congar :

« Je me rappelle tel après-midi où je faisais le guet en surface, tandis que avec Lamaison, coincé péniblement entre le plancher de l’infirmerie et l’épaisse dalle de ciment coulée sous cette baraque, il [Michel Girot] travaillait à percer le ciment. Après avoir commencé à l’attaquer en grattant, tous deux décidèrent, devant l’insignifiance des résultats, de risquer le tout pour le tout et de découper carrément la dalle à coups de marteau et de burin. »

Le soir du 26 avril 1944, sur la vingtaine de candidats à l'évasion, seuls quatre parviennent à sortir du puits à l'extérieur des barbelés par suite d'un problème de transmission d'ordres dans le tunnel. L'échec de la tentative étant avéré, H. Lamaison regagne discrètement son baraquement sans être inquiété par les gardes du camp.
Le camp de Lübeck est libéré par les troupes anglaises le 2 mai 1945. H. Lamaison reste un mois sur place, volontaire pour aider des réfugiés civils sous la direction de Max Lejeune, coordinateur des affaires françaises. Il est rapatrié à Paris le 3 juin 1945.

## Carrière

Logo Esso

Fort de son diplôme d’ingénieur de l’École du Pétrole obtenu en juin 1947, H. Lamaison est recruté quelques semaines plus tard par la Standard française des pétroles (Esso Standard en 1952). Ses débuts professionnels se passent au siège de la société, 82 avenue des Champs-Élysées, où il travaille en tant qu’ingénieur de recherches à la direction industrielle.

### De la raffinerie de Port-Jérôme au siège social
En avril 1949, nommé ingénieur au département d’analyse et des études économiques de la raffinerie de Port-Jérôme (Seine-Maritime), il s'établit à La petite campagne, cité des cadres construite par la Standard franco-américaine de raffinage en 1935 dans la petite commune de Notre-Dame-de-Gravenchon. Devenu chef du service « Budget, planning et productivité » de la raffinerie en janvier 1952, il suit un stage d'instruction générale au raffinage de près de deux mois (mars-avril 1954) à la raffinerie de Baton Rouge (Louisiane) avant d'être promu adjoint au chef du département technique de la raffinerie de Port-Jérôme en janvier 1955. Après deux nouvelles périodes de formation aux États-Unis, il est promu directeur technique de la raffinerie en février 1957, poste qu'il occupe jusqu'en décembre 1960. Parallèlement il est intégré dans le corps des ingénieurs militaires affecté au service des essences des armées avec le grade d’ingénieur militaire ordinaire de réserve.
Au début de 1961, H. Lamaison est promu chef du département de la coordination et des études économiques (Manager, Coordination and Petroleum Economics Department) au siège social. Ce poste a pris de l’ampleur par rapport à ce qu’il était à sa création en 1957. En 1958, les capacités de raffinage à Port-Jérôme s'accroissent et se diversifient vers la pétrochimie. La raffinerie de Bordeaux démarre sa production en mars 1959. La construction de la nouvelle raffinerie de Fos-sur-Mer vient de débuter pour une mise en service dans le courant de 1965.
Par décret du 13 janvier 1962, Henri Lamaison est promu ingénieur militaire principal (commandant) dans le corps des ingénieurs militaires des essences.
En application des pratiques du groupe Standard Oil of New Jersey de diversification des expériences de management dans la perspective de promotions ultérieures, il passe dix mois à New-York (1964-1965) puis revient à Port-Jérôme de septembre 1965 à décembre 1966 pour assurer l'intérim de la direction de la raffinerie. Jean Massonneau, son prédécesseur, et lui y reçoivent tous deux la croix de chevalier de la Légion d'Honneur à titre militaire des mains de Jacques Ballet, PDG d'Esso S.A.F., commandeur de la Légion d'Honneur, Compagnon de la Libération, le 23 mai 1966, en présence d’André Bettencourt, Secrétaire d’État aux transports.
Il retrouve ensuite le siège pour deux ans et demi de janvier 1967 à août 1969 en tant que directeur du raffinage, avant d'être détaché à Esso-Europe pour deux ans.

### Dans les filiales internationales du groupe Esso
- Esso International Inc., l'une des filiales de gestion du groupe Standard oil[N 1], accueille à New-York H. Lamaison pendant 10 mois, de septembre 1964 à juin 1965, pour une période dite affectation de perfectionnement, pendant laquelle il tient le poste de « coordinateur et planificateur des approvisionnements » pour l'ensemble des filiales du groupe, hors USA.
- A Esso Europe[N 1] à Londres, entre septembre 1969 et juin 1971, il assume les responsabilités décisionnelles de la direction « Logistique et planning » pour toutes les filiales européennes du groupe. Cette position lui permet de saisir dans toute son ampleur l'importance, entre autres événements internationaux, du coup d'état du 1er septembre 1969 qui porte au pouvoir en Libye le colonel Kadhafi. Ayant créé la National Oil Corporation, compagnie nationale du pétrole libyen le 15 mars 1970, Kadhafi se sert de cette entreprise pour augmenter unilatéralement le prix du pétrole libyen dès septembre, ce qui touche en priorité le groupe Standard, gros acheteur du pétrole libyen pour ses nombreuses qualités physiques et chimiques. Ce coup de force marque le début d’une évolution profonde des marchés mondiaux du pétrole brut, dans laquelle les grandes compagnies mondiales doivent sans cesse négocier avec l’OPEP qui exige des hausses de prix, tout en agitant l’arme absolue de la limitation voire de la baisse de production, insupportable dans cette période de croissance rapide de la consommation mondiale de produits pétroliers[21].

### Directeur général-adjoint d'Esso Standard S.A.F.
Après ces deux ans qui lui ont permis de prendre toute la dimension du problème crucial des approvisionnements en pétrole brut du groupe Esso dans l’ensemble de l’Europe occidentale, Henri Lamaison est rappelé au siège d’Esso Standard S.A.F. à la fin du printemps 1971, pour y être nommé directeur général-adjoint au cours du conseil d’administration de juin, appelé à succéder à Jacques Ballet comme président. A cette fonction sont attachés divers mandats tels que ceux d’administrateur de la Société de la Raffinerie de Lorraine et de la Société du pipeline de la raffinerie de Lorraine, administrateur d’Esso-chimie, président de la Société de manutention de carburants d’aviation (S.M.C.A). Il est également membre du conseil de perfectionnement de l’École nationale supérieure du pétrole et des moteurs.

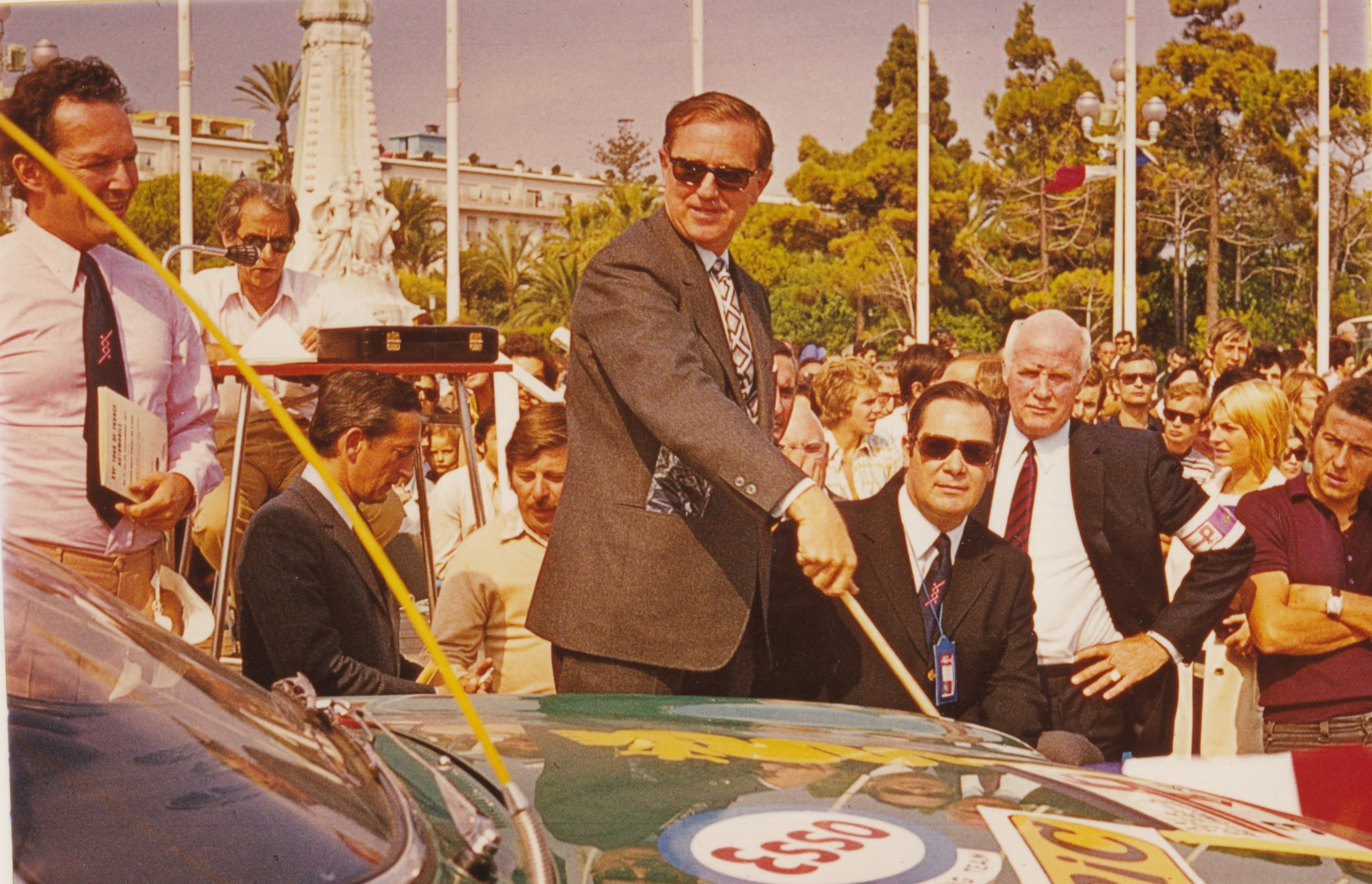
Départ du 16e Tour de France automobile à Nice

Comme toutes les compagnies pétrolières, la Standard oil of New Jersey et ses filiales Esso dans le monde sont déstabilisées à long terme par les conséquences de la décision du président Richard Nixon annoncée le 15 août 1971. La convertibilité du dollar en or est suspendue et la devise américaine flotte désormais au gré des fluctuations des marchés financiers. Les pays producteurs de pétrole dont les contrats sont libellés en dollar mesurent immédiatement le risque de chute de leurs revenus. Ceci entraîne dès janvier 1972, et pour longtemps, le durcissement des positions de l’Organisation des pays exportateurs de pétrole (Opep) tant vis-à-vis des compagnies pétrolières que des pays occidentaux.
Dans le cadre de son sponsoring automobile, Esso délègue son nouveau directeur général à Nice, le 17 septembre 1971 pour donner le départ de la 1ère étape Nice-Bandol, de la 16ème édition du Tour de France automobile.
En mai 1973, à Biarritz au Congrès des Techniciens du Pétrole, H. Lamaison met en garde son auditoire sur le fait que bien que « l’industrie du pétrole a réalisé des gains de productivité absolument remarquables entre 1960 et 1967/68, […] depuis, le coût à la tonne remonte […] Les dix années qui viennent vont être plus difficiles pour nous, techniciens du pétrole, que le dix années passées. ».

### Président-directeur général d'Esso S.A.F.
De juin 1973 à  juin 1979, le PDG d'Esso S.A.F. tente d'amortir l'impact du Premier choc pétrolier. Il conduit les ripostes aux poursuites judiciaires et accusations politiques menées envers les compagnies pétrolières en général et en particulier Esso, filiale du premier groupe pétrolier mondial. Il marque le renouveau des méthodes de management dans une entreprise française de premier plan dont la promotion de l'image reste une de ses priorités.

#### Gérer le choc pétrolier
Entre le 16 octobre 1973 et le 1er janvier 1974, le « coût d'accès au pétrole brut arabe léger pour les compagnies pétrolières » est multiplié par 2,9 par la seule volonté des pays producteurs, en particulier du Proche et du Moyen-Orient. Cet événement inattendu déséquilibre profondément et en quelques mois tous les marchés de l'énergie, fait planer un risque de pénurie généralisé et entame la rentabilité des compagnies pétrolières françaises dont les prix de produits finis sont fixés par le Gouvernement.
- Plaidoyer pour l'augmentation des prix à la pompe

H. Lamaison, au nom d'Esso confrontée au même problème que les autres sociétés, ne cesse de réclamer à l'État une augmentation des prix des carburants.
A l'Assemblée générale des actionnaires d'Esso S.A.F. le  20 juin 1974, le président Lamaison pointe du doigt l'insuffisance de l’augmentation des prix des produits finis d'octobre 1973 et janvier 1974 « pour permettre à l’industrie pétrolière d’opérer avec une marge normale », l'incompréhension des pouvoirs publics sur la nécessité de reconstituer les marges des compagnies pétrolières pour financer les investissements, ainsi que les campagnes de dénigrement de l’industrie sur ses résultats qualifiés de « fabuleux ».
Le 3 janvier 1975 il déclare au Figaro: « Pour l’industrie pétrolière française, il est impératif, dans l’intérêt général que les prix des produits lui permettent de rétablir son équilibre financier ». Dans une interview à France-Soir, il termine l'année sur le même thème. A la question : « Les compagnies pétrolières ont-elles les moyens d’augmenter la rémunération des détaillants sans relèvement des prix à la pompe ? », H. Lamaison répond : 

« Certainement pas à moins que les diverses taxes prélevées par les Pouvoirs publics ne soient revues en baisse » et il ajoute, « Pour l’industrie pétrolière française les dépenses sont supérieures aux recettes [… ] Si l’industrie pétrolière continue à s’endetter comme elle le fait depuis le début de 1974,… alors elle sera mise dans l’impossibilité de continuer à accomplir sa mission. »

Il poursuit son pilonnage dès le début de l'année 1976. Interrogé sur les obstacles les plus importants auxquels il est confronté, il réplique sans hésitation : « Les Prix ! Ils sont fixés autoritairement. On ne permet plus de dégager des résultats positifs. Je ne sais plus pourquoi je travaille, car sans résultats positifs une entreprise ne peut survivre ».
- Interrogation sur de nouveaux investissements

Dans l'allocution qu'il prononce lors du baptême du pétrolier Esso Normandie à Cherbourg, le 26 novembre 1974, le président s'interroge : 

« Dans quel monde navigueront les sept pétroliers géants que nous aurons construits à la fin de 1975 ? La consommation de pétrole devrait connaître une certaine stagnation. .. Il y a déjà un peu trop de pétroliers dans le monde … Puisque les besoins de transport marquent une pause, nous devons nous-même réfléchir avant de définir un nouveau programme d’investissement maritime. »

Les raffineries ne sont pas épargnées. Décidée en avril 1975, la création d'une nouvelle unité de fabrication d'huiles spéciales à la raffinerie de Port-Jérôme est annulée six mois plus tard, au vu des faibles résultats du premier semestre 1975 et du maintien du blocage des prix des produits finis.

#### Répondre aux poursuites judiciaires
Dans les années 1970, les compagnies pétrolières opérant en France sont l'objet de plusieurs poursuites judiciaires et administratives. Esso n'y échappe pas et pour sa défense invoque les ambiguïtés de l'approvisionnement de la France en carburants régi par la loi du 30 mars 1928 relative aux importations du pétrole. Comme le soulignent des commentateurs : « Ce texte attribue le monopole de l'importation du pétrole à l'État qui le délègue à des entreprises titulaires d'autorisations spéciales [...] Particulièrement contraignant [il] est assorti d'objectifs globaux de répartition du marché entre les sociétés titulaires. Cette répartition ne résulte donc pas de leur initiative ».
- Les ententes et l'« Affaire Bodourian »

Accusées de s'être entendues en 1970 pour éliminer du marché la société de distribution marseillaise de Roger Bodourian, toutes les compagnies pétrolières sont poursuivies à ce titre. Henri Lamaison étant directeur général-adjoint d'Esso à l'époque des faits ne peut être poursuivi, à l'inverse de Jacques Ballet inculpé, es-qualité d’ancien PDG d’Esso, le 16 avril 1975, d’entrave aux enchères et d’entente illicite par le doyen des juges d’instruction de Marseille.
- L'affaire des refus de vente

Consécutives au choc pétrolier, la hausse des prix et la diminution des quantités disponibles de brut sur le marché libre d'Amsterdam conduisent les distributeurs français indépendants, qui s'y fournissaient largement, à se tourner vers les compagnies françaises. Le président d'Esso, comme ses confrères, réplique que devant fournir en priorité ses anciens clients, se trouvant lui aussi en pénurie d'approvisionnement, et dans l'obligation de respecter le niveau des stocks de réserves obligatoires, il ne peut satisfaire leurs demandes. En conséquence, de novembre 1973 à janvier 1974, les services de la répression des fraudes du ministère de l'économie et des finances dressent à son encontre et à celle des autres sociétés pétrolières 31 procès-verbaux pour délits de refus de vente.

#### Riposter aux accusations politiques
Face aux accusations d'évasion fiscale, de réévaluations indues de la valeur des stocks, d'ententes diverses entre compagnies entre elles et avec les pays producteurs, John Kenneth Jamieson (en), président d'Exxon Corp., juge nécessaire d'effectuer un déplacement spécial à Londres courant avril 1974 pour expliquer et justifier la position du premier groupe pétrolier mondial devant un parterre de journalistes européens. Il est entouré des dirigeants des filiales européennes du groupe, dont Henri Lamaison.
La date de cette conférence de presse n'est pas due au hasard. Elle fait suite, d'une part, aux auditions de la sous-commission Franck Church (en) à l'automne 1973 au Sénat des États-Unis au cours desquelles les compagnies américaines et surtout Exxon, la première d'entre elles, se sont fait étriller par les sénateurs et, d'autre part, au dépôt le 4 mars 1974 devant l'Assemblée nationale par Georges Marchais, secrétaire général du Parti communiste français, d'une proposition de résolution tendant à créer une commission d’enquête parlementaire sur les pratiques des sociétés pétrolières en France, proposition adoptée le 27 juin 1974 en séance publique.
Cette commission qui s'intitule officiellement « Commission d’enquête sur les conditions financières et fiscales dans lesquelles les sociétés pétrolières opérant en France approvisionnent le marché français et y assurent la distribution des différents produits pétroliers, et sur leurs rapports avec l’État », est connue sous le nom de son rapporteur, le député Julien Schvartz, signataire de ce qui devient le « Rapport Schvartz ». Henri Lamaison est convoqué par la commission le 26 septembre 1974. Il s'y rend accompagné de M. Kopff, directeur général-adjoint d'Esso, ancien dirigeant d'Esso REP, la filiale de recherche pétrolière qui a découvert et exploité -entre autres- le gisement de Parentis-en-Born. Les échanges sont essentiellement menés par MM. Georges Gosnat, Louis Odru et Waldeck L'Huillier, députés communistes, très rarement par M. Bertrand Denis, président de la Commission, qui cependant demande à M. Lamaison, P-DG d'Esso : « Y a-t-il eu des ententes entre sociétés pétrolières françaises pour établir une politique commune du carburant avion ? ». Ce à quoi celui-ci répond : « Je vous réponds très clairement non. Cela a été dit effectivement, mais il y a eu des malentendus ».
Dix-huit mois plus tard, alors que les accusations de « racket pétrolier » consécutives au rapport Schvartz semblaient s'être dissoutes dans le tourbillon de l'actualité, le Parti communiste prend prétexte d'une prétendue censure d'un rapport de la Commission européenne sur les compagnies pétrolières pour réattaquer les compagnies internationales. Le groupe Exxon étant particulièrement visé, H. Lamaison obtient d’être invité le 7 mai 1976 par Ivan Levaï à Europe 1, dans l’émission matinale « Expliquez-vous ». « Deux millions d’auditeurs entendent le P.-D.G. de la filiale française du plus puissant groupe pétrolier du monde « démentir totalement » les informations données par le journaliste transfuge [Philippe Simonnot] à L’Humanité.»
Les attaques incessantes des mois suivants, particulièrement celles que lance Georges Marchais à Jean-Pierre Fourcade, ministre de l'équipement, lors d'un débat télévisé le 17 février 1977, amènent le président d'Esso à convoquer une conférence de presse le 10 mars 1977. Dans les jours qui suivent, H. Lamaison peut mesurer l'impact de ses déclarations dans les titres des journaux : « Le président d'Esso SAF fait justice des accusations communistes contre l'industrie pétrolière », « Le P.-D.G. d'Esso : Les compagnies internationales approvisionnent la France dans des conditions avantageuses », « Le président d'Esso-France répond à Georges Marchais : Les accusations communistes de racket pétrolier sont contraires à la réalité ».
Le 14 avril 1977, Henri Lamaison accompagne Clifton C. Garvin (en), président d’Exxon Corp depuis 1975 à la suite de John Kenneth Jamieson (en), reçu à l’Élysée par le président Valéry Giscard d’Estaing. Lors de la  conférence de presse qui suit cette rencontre, le président d'Exxon affirme qu’il faut dialoguer avec les communistes, « leur expliquer la transparence des prix. M. Lamaison, président directeur général d’Esso-France, dit-il, en sera chargé ».

#### Instaurer un nouveau management: responsabilisation et participation des salariés
Dans les premiers mois qui suivent sa prise de fonction, désireux de donner de la souplesse à l'action en abandonnant les processus de décision hiérarchisés, le nouveau président lance la formation à la « Gestion par programmation et bilan » (GPB) pour les 1 200 cadres de la société. Les promoteurs de cette méthode, dérivée de la Direction par objectifs, veulent en enrichir la pratique en insérant dans la démarche des "points de passage obligés" de concertation dans chaque unité entre les cadres et leur chef de service. La programmation de l'action et les bilans intermédiaires doivent être librement débattus dans un format adapté à chaque unité décisionnelle. Le président assure lui-même la promotion de la GPB en l'inscrivant dans la modernité sociale des années 1970 développée, par exemple, dans le Rapport Sudreau dont il se réclame.

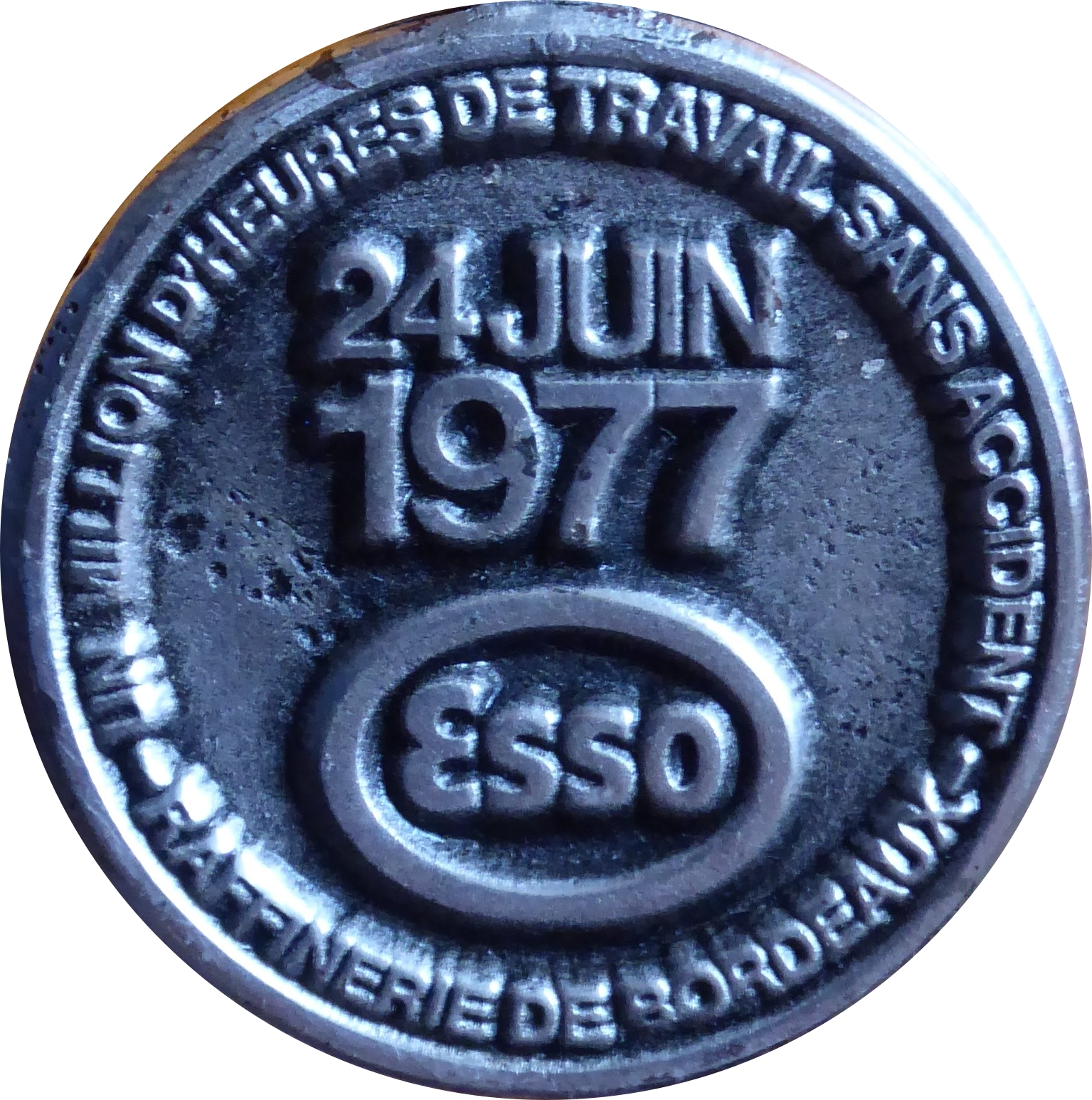
Médaille 1977

Comme tout cadre et dirigeant de l'industrie pétrolière, H. Lamaison est constamment préoccupé par la sécurité des personnels et des clients dans ce secteur où les risques d'incendie et d'explosion sont permanents. Avec l'autorité que lui confère sa fonction, il profite de toutes les occasions pour marteler l'importance de la responsabilité individuelle dans la prévention des accidents, bien plus efficace que le seul respect des procédures. C'est ce qu'il redit à la raffinerie de Bordeaux lorsqu'il vient y célébrer en mai 1977 la millionième heure de travail sans accident, et remettre à tous les collaborateurs une médaille commémorative montée en porte-clé. C'est ce qu'il y répète deux ans plus tard, lors de sa tournée d'adieux, quand il se réjouit des cinq années consécutives sans accident dans cet établissement.
Au tout début de 1978, Henri Lamaison échange, avec l’écrivain catholique Michel Sinniger, des libres-propos sur le thème « Personnalisme de l’entreprise, personnalisme dans l’entreprise », publiés dans l’hebdomadaire France Catholique-Ecclesia. Il y développe ses thèmes de prédilection sur les nécessaires progrès à introduire dans les relations humaines au sein des entreprises. Il souligne : « On nous avait appris à commander, nous devons maintenant apprendre à animer et à communiquer », ou encore : « Le respect réciproque vient tout naturellement si nous observons que l’autre est notre égal et si nous le lui faisons savoir ».

#### Promouvoir l'image d'Esso
Esso, comme toutes les compagnies pétrolières, entretient des partenariats avec des manifestations où le public peut voir en action des consommateurs de carburants, principalement les courses automobiles, mais aussi des concours agricoles et, peut-être plus étonnant, des courses cyclistes.

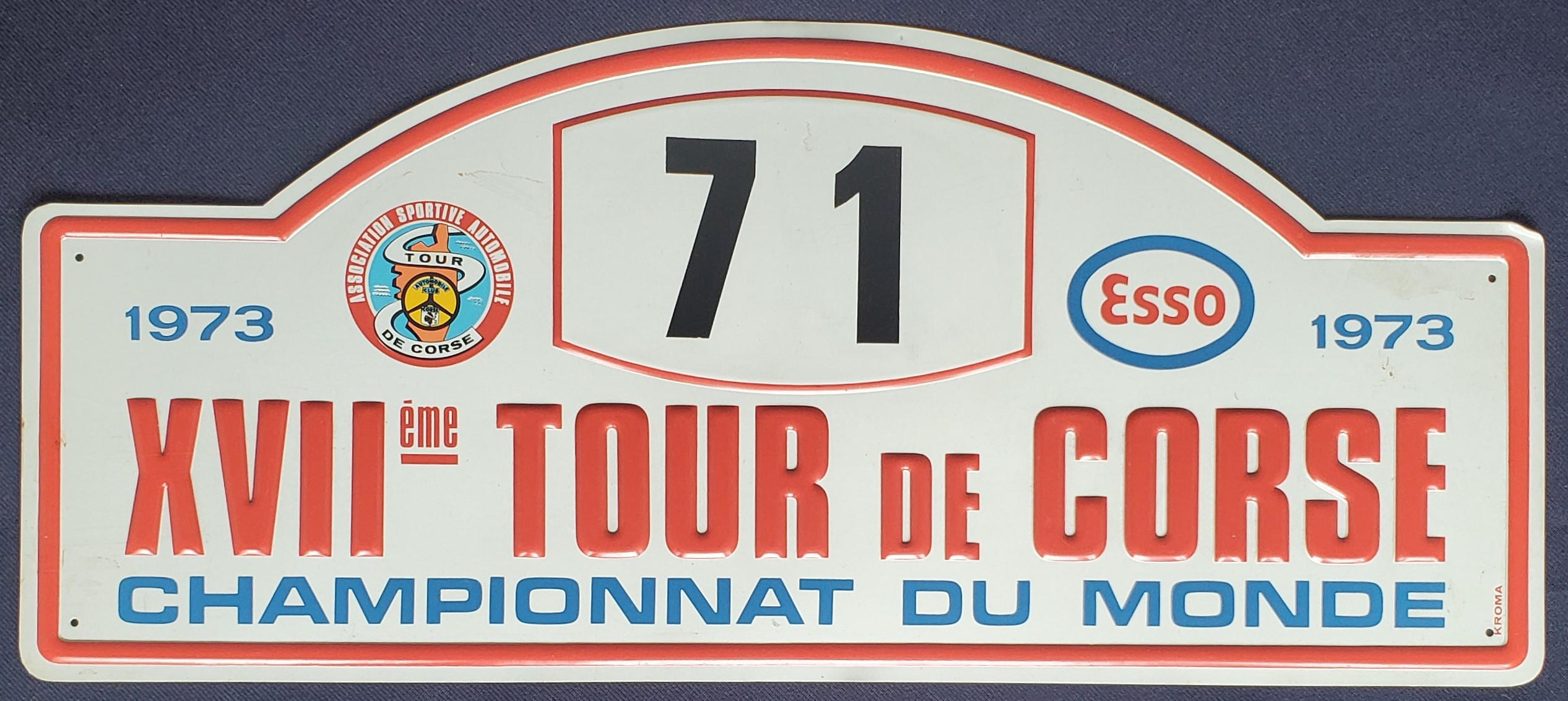

Ayant été présenté dans L'Auto-Journal par Gilles Guérithault comme « le polytechnicien qui nourrit une passion pour l’automobile », H. Lamaison tient à représenter lui-même la société le 1er décembre 1973 à Ajaccio en donnant le départ du 17e Tour de Corse dont Esso est le principal sponsor.
A Pacé (Ille-et-Vilaine), le 15 septembre 1974, il copréside le Championnat de France de Labour, organisé par le CNJA (Centre National des Jeunes Agriculteurs) et Esso, et reçoit l'insigne de chevalier du Mérite agricole des mains du préfet de région Olivier Philip.

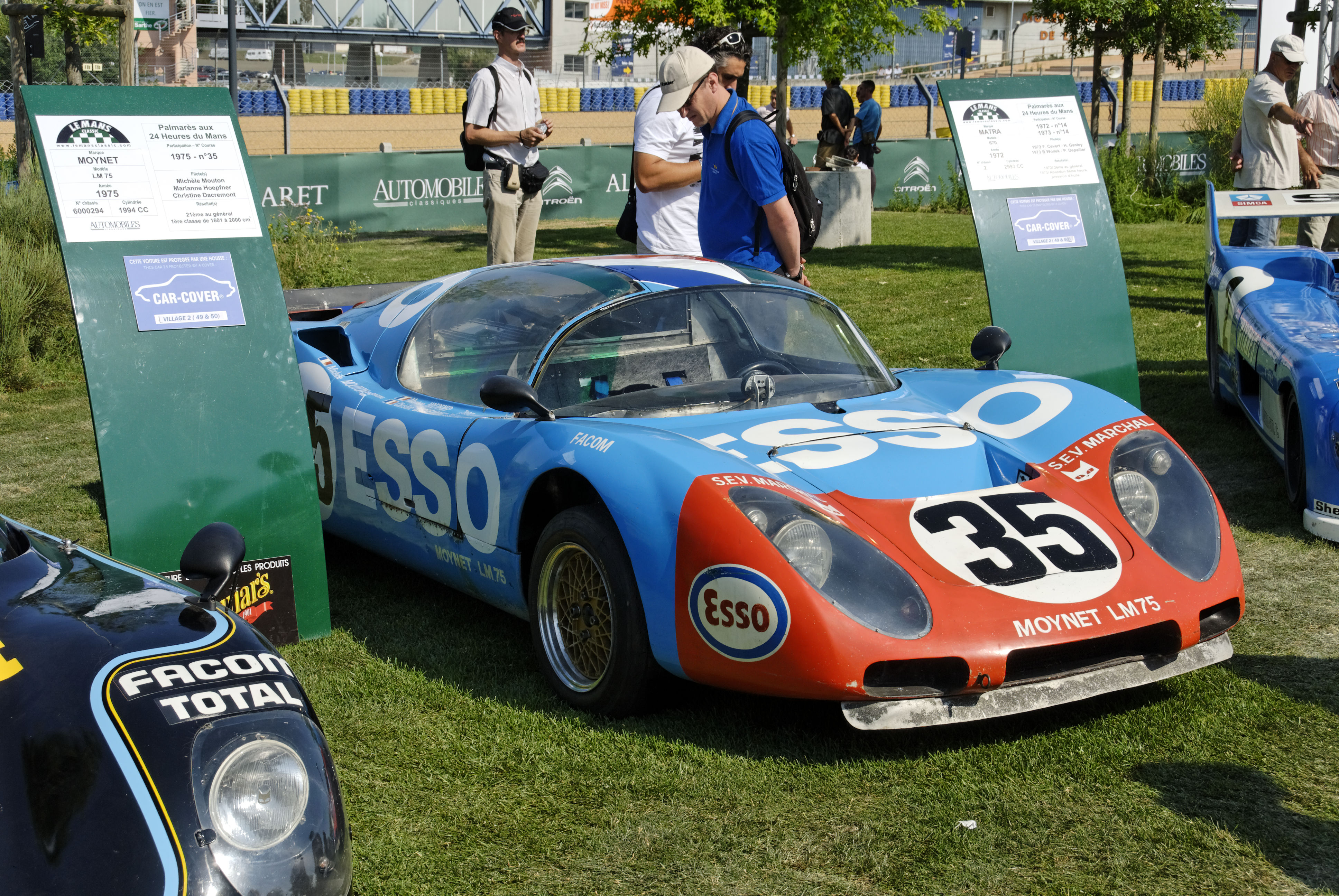
Moynet LM 75

Quelques jours avant la 43e édition des 24 Heures du Mans des 14 et 15 juin 1975 il assiste à la présentation à la Presse du prototype Moynet LM 75 2 litres confié par l’Esso racing team au trio de pilotes Christine Dacremont, Marianne Hoepfner et Michèle Mouton. La voiture court avec le numéro 35 et termine 21e du classement général et 1re de sa catégorie.
En 1979, pour « illustrer l’apport de [la] société à l’économie nationale et au développement industriel de notre pays » et ainsi consolider l'image d'Esso en tant qu'entreprise française, il lance l'exposition « Esso 100 ans d’histoire en France », qui se tient du 10 au 23 mai à l’Espace Cardin, avenue Gabriel à Paris.

## Retraite
Une fois dégagé de ses responsabilités professionnelles Henri Lamaison souhaite s'investir dans le bénévolat. Il est rapidement sollicité pour intégrer une liste de candidats à la municipalité de Saint-Jacut-de-la-Mer (Côtes-d'Armor) où la famille de son épouse est implantée depuis les années 1930. En tête du second tour des élections municipales des 6 et 13 mars 1983, il est élu maire à la première réunion du nouveau conseil municipal le 13 mars 1983. De graves ennuis de santé révélés à l'automne le contraignent à démissionner de sa fonction de maire le 16 décembre 1983. Il tient cependant à conserver son siège de conseiller municipal.

## Décorations
- Officier de la Légion d'honneur[56].
- Croix de guerre 1939–1945 avec étoile d'argent[57].
- Médaille des évadés[58].
- Chevalier du mérite agricole[59].